# 丸屋清次郎
丸屋 清次郎（まるや せいじろう、生没年不詳）は江戸時代の江戸の地本問屋、団扇問屋。

## 来歴
寿鶴堂、丸清と号す。または丸屋清治郎とも。享和から安政期に芝神明前宇田川町文治郎店で営業している 。地本草紙問屋元組（古組）の一軒であり、団扇問屋も兼ねていた。歌川豊国、歌川国貞、渓斎英泉、歌川広重、歌川国芳、歌川芳虎らの錦絵を出版している。安政4年（1857年）9月に廃業している。

## 作品
- 歌川豊国 『五世松本幸四郎の阿波の十郎兵衛』 大判 錦絵 享和2年（1802年）
- 歌川豊国 『沢村源之助の阿部の保名』 大判 錦絵 享和2年
- 歌川国貞 『古今未曽有工夫の幽霊 尾上梅幸のかさね』 大判 錦絵 文化14年（1817年）
- 渓斎英泉 『時世粧』 横大判 錦絵揃物 文政後期～天保前期
- 歌川広重 『伊勢参宮宮川渡しの図』 大判3枚続 錦絵 文政 神宮徴古館所蔵
- 歌川広重 『日本湊尽』 横大判 錦絵揃物 天保後期
- 歌川広重 『東海道五十三次之内（隷書東海道）』 横大判55枚揃 錦絵 弘化4年（1847年）‐嘉永4年（1851年）
- 歌川国芳 『浅草金龍山弁天山雪中之図』 横大判 錦絵 嘉永
- 歌川国芳 『朝比奈島巡り』 大判3枚続 錦絵
- 3代目歌川豊国 『朝顔日記 宮城阿曽次郎 秋月娘深雪』 大判3枚続 錦絵 安政2年（1855年）
- 歌川芳虎 『桜花美人の図』